# Synedrus crassicornis
Synedrus crassicornis är en stekelart som beskrevs av Graham 1992. Synedrus crassicornis ingår i släktet Synedrus och familjen puppglanssteklar.
Artens utbredningsområde är Frankrike. Inga underarter finns listade i Catalogue of Life.